# Gerga
Gerga (en griego antiguo: Γεργα), Gergas (Γεργας), Gergakome (Γεργαkώμη, "la aldea de Gerga") o Gâvurdamlari (en turco, "cobertizos de techo"), también posiblemente llamada Leukai Stelai fue una ciudad de la Antigua Caria.
Gerga está ubicada cerca de Ovacık, a 13 km de la antigua ciudad de Alabanda, en el distrito de Çine de la actual Turquía asiática.

## Historia
Existen vestigios que muestran que la historia de la ciudad se remonta a la época arcaica. Las ruinas que se pueden ver hoy día pertenecen a las épocas arcaica y romana. La ciudad está atestiguada durante el Imperio romano, al menos entre el 30 a. C. y el 300.
Gerga es un centro importante que refleja la cultura de Caria. Por ser una ciudad asentada entre montañas, ha podido conservar mejor su carácter cariano, como sus cabañas con techos de piedra y sus murallas. El edificio más importante, aún en pie, es un pequeño templo de alrededor de 5m ³, con tejado de piedras a dos aguas, que lleva inscrito en su frontón triangular hecho de grandes piedras labradas: ΓΕΡΓΑΣ (GERGAS). Según los habitantes de los alrededores, habría existido una estatua colosal de culto, que todavía estaba en pie hace alrededor de 30 años, probablemente perteneciente a Cibeles.
Al sur de Gerga se encuentra un acueducto construido en la Antigüedad tardía.